# Omid Taheri
Omid Taheri (né le 16 juillet 1989) est un archer iranien. Il est médaillé aux championnats du monde en salle de tir à l'arc en 2016 dans l'épreuve individuelle de l'arc à poulie.

## Biographie
Omid Taheri commence le tir à l'arc en 2012. Les premières compétitions internationales de Majid Gheidi ont lieu en 2014. Son premier podium mondial est en 2016, alors qu'il remporte le bronze à l'épreuve individuelle homme de l'arc à poulie.

## Palmarès
- Championnats du monde en salle[1]
  -  Médaille de bronze à l'épreuve individuelle homme aux championnats du monde en salle de 2016 à Ankara.

- Coupe du monde[1]
  -  Médaille d'or à l'épreuve par équipe homme à la coupe du monde 2016 de Shanghai.

- Universiade[1]
  -  Médaille d'argent à l'épreuve par équipe homme aux Universiade d'été de 2017 de Taipei.